# (10000) Myriostos
(10000) Myriostos (1951 SY) – planetoida z pasa głównego asteroid okrążająca Słońce w ciągu 4,16 lat w średniej odległości 2,59 j.a. Odkryta 30 września 1951 roku.